# Wien Catan
Wien Catan ist eine im Herbst 2013 erschienene Version der Siedler von Catan von Klaus Teuber, die die Besiedlung der österreichischen Hauptstadt Wien und des Wiener Umlands ermöglicht. Das Spielmaterial ist von Michael Menzel und Alexander Jung gestaltet worden, die Spielfiguren von Andreas Klober. Für das Spiel ist kein weiteres Material erforderlich. Der Mechanismus des Spiels entspricht weitgehend der Catan – Deutschland-Edition von 2008.

## Inhalt
Das Spiel wird auf einem festen Spielplan gespielt, der aber nur 2/3 der Größe der Catan – Deutschland-Edition entspricht.
- 130 Karten
  - 90 Rohstoffkarten, je 18 Karten Getreide, Holz, Lehm, Steine und Trauben
  - 26 Entwicklungskarten (Rückseite: Wiener Riesenrad)
    - 15× Bürgerwehr (entspr. Ritterkarten bzw. Landsknechten bei der  Deutschland-Edition)
    - 6× Fortschritt
      - 2× Niederlassungsrecht (entspricht Monopol, aber es muss jeder Spieler maximal 2 Karten abgeben)
      - 2× Platz am Hof (entspr. Erfindung)
      - 2× Maut (entspricht Straßenbau, da waren die Wiener schlauer als Andreas Scheuer)

    - 5 Siegpunkte (Bastei,  Bürgermeister, Eisenbuch, Richard Löwenherz und Stadtrechtprivileg)

  - 14 Wahrzeichenkarten mit kurzen Informationen auf der Rückseite (Flughafen Schwechat, Fuchs-Villa, Grinzing, Hermesvilla, Johanneskirche, Löwe von Aspern, Luegerkirche, Prater, Schloss Schönbrunn, Schloss Süßenbrunn, Schloss Vösendorf, Stephansdom, Stift Klosterneuburg, Wasserturm Favoriten)
- 120 Figuren aus Kunststoff
  - 80 Straßen, je 20 in den Farben blau, orange, rot und weiß
  - 40 Siedlungen, je 10 in den Farben blau, orange, rot und weiß
- Stanztableau
  - 14 Wahrzeichen
  - 4 Baukosten/Startaufstellungs-Karten
  - 2 Sondersiegpunkt-Karten: „Längste Mautstrecke“ und „Stärkste Bürgerwehr“
  - 1 Räuber
- 2 Würfel
- 2 Kartenhalter
- Tiefzieheinsatz für die Aufnahme des Spielmaterials
- 15 Standfüße
- Spielanleitung (4 DIN-A4-Seiten)
- Beiblatt zur Geschichte Wiens und zu Wien Catan (2 DIN-A4-Seiten)

## Beschreibung
Der Spielmechanismus ist gegenüber den bekannten Catan-Spielen etwas vereinfacht. Jeder Spieler startet mit 3 Siedlungen und baut Straßen zu den üblichen Kosten zu Orten, an denen er neue Siedlungen bauen kann. Statt Wolle werden hier aber Trauben benötigt. An 14 Stellen können zudem Wahrzeichen (Pappkärtchen mit Standfuß) für 2 Steine und 1 Getreide gebaut werden und dem Erbauer einen Siegpunkt und eine Belohnung bringen. Dies können eine Straße, zwei Rohstoffe oder eine Entwicklungskarte sein. Für die „Längste Mautstrecke“ und die „Stärkste Bürgerwehr“ gibt es zwei Siegpunkte. Sieger des Spieles ist, wer bei 3 Spielern zuerst 12 und bei 4 Spielern zuerst 10 Siegpunkte erreicht hat. Da jeder Spieler nur maximal 10 Siedlungen bauen kann, ist es mit drei Spielern nicht möglich nur mit Siedlungen das Spiel zu gewinnen.

### Wesentliche Unterschiede zum bekannten Catan-Spiel
- In der Gründungsphase werden keine Straßen gebaut.
- Siedlungen können nur dort gebaut werden, wo auf dem Spielplan eine Ortsfeld eingezeichnet ist.
- Straßen dürfen hinter Ortsfeldern erst weiter gebaut werden, wenn dort eine Siedlung oder Wahrzeichen gebaut wurde.
- Die Abstandsregel gibt es nicht. Aber nur einige Plätze für Wahrzeichen  sind nur eine Straße von einem Siedlungsplatz entfernt.
- Die Sondersiegpunktkarten zählen hier nur 1 Siegpunkt.[1]

### Wesentliche Unterschiede zur Deutschland-Edition
- Der Entwicklungskartensatz enthält 2 Monopole (Niederlassungsrecht) und 5 statt 3 Siegpunktkarten.
- Es können zwei Wahrzeichen mehr gebaut werden.
- Mit der Bank kann wie im Basisspiel normalerweise nur 4:1 getauscht werden, bei der Deutschland-Edition 3:1.
- Die Karten "Handel", die es einem Spieler erlauben, in einem Zug beliebig oft 2 gleiche Rohstoffe in einen anderen Rohstoff zu tauschen, gibt es bei Wien-Catan nicht. Dafür gibt es 3:1- und rohstoffspezifische 2:1-Handelswege auf dem Spielplan. Wer dort eine Straße baut, kann den günstigeren Tauschkurs mit der Bank nutzen. Diesen Mechanismus gibt es auch in einigen Catan – Länder-Szenarien.